# Quasipaa verrucospinosa
Quasipaa verrucospinosa är en groddjursart som först beskrevs av Bourret 1937.  Quasipaa verrucospinosa ingår i släktet Quasipaa och familjen Dicroglossidae. IUCN kategoriserar arten globalt som nära hotad. Inga underarter finns listade i Catalogue of Life.